# Jeszcze jeden pocałunek
Jeszcze jeden pocałunek – singiel rockowego zespołu Maanam wydany w listopadzie 2001 roku, promujący dziesiąty album studyjny Hotel Nirwana.

## Lista utworów
1. „Jeszcze jeden pocałunek” [Radio Edit] – 3:56

## Twórcy
- Kora – śpiew
- Marek Jackowski – gitary
- Ryszard Olesiński – gitary
- Krzysztof Olesiński – gitara basowa
- Paweł Markowski – perkusja

Aranżacja instrumentów dętych
- Reinaldo Anton
- Caballo Hechavarria

Wykonanie
- Piotr Ziarkiewicz – trąbka
- Marcin Ołówek – trąbka
- Radosław Nowicki – saksofon
- Zoltan Kiss – puzon
- Marcin Gańko – saksofon

Gościnnie
- Cezary Kaźmierczak – instrumenty klawiszowe, Hammond
- Barry Kinder – chórki, instrumenty klawiszowe, drumla, perkusja
- Neil Black – skrzypce